# Tanaka Giichi
El barón Tanaka Giichi (田中 義一?   22 de junio de 1864-29 de septiembre de 1929) fue un general del Ejército Imperial Japonés, político y vigésimo sexto primer ministro de Japón (20 de abril de 1927-2 de julio de 1929).

## Primeros años y carrera militar
Nació en una familia de samurái en Hagi, provincia de Nagato (actual prefectura de Yamaguchi), Japón. Se graduó de la Academia del Ejército Imperial Japonés y del Escuela de Guerra del Ejército en 1892, y sirvió con el grado de mayor en la primera guerra sino-japonesa. Tanaka hablaba con soltura el ruso, idioma que aprendió durante los varios años que pasó en Rusia a finales del siglo XIX y principios del XX como enviado del departamento de espionaje del Estado Mayor nipón para informar sobre el estado del país y de sus fuerzas armadas. Ya en 1901, cuando aún residía en el imperio vecino, estaba convencido de que este era el principal adversario de Japón y abogó por vencerlo antes de que concluyesen las obras del ferrocarril transiberiano. La victoria sobre Rusia permitiría, en su opinión, conservar Corea y extender la influencia japonesa por Mongolia, Manchuria y el resto de China nororiental.
Volvió a Japón en 1902, donde pasó a dirigir el departamento ruso del Estado Mayor. Se afilio a la Kogetsukai, una organización de funcionarios que abogaba por declarar la guerra a Rusia, en mayo del año siguiente. Tuvo un papel destacado en el plan bélico japonés que el ejército puso en práctica contra Rusia la guerra estalló finalmente el 8 de febrero de 1904. Participó en la contienda con el grado de teniente coronel, en calidad de edecán del jefe del Estado Mayor del Ejército de Manchuria, el general Kodama Gentarō. Regresó con su jefe a Tokio para abogar en balde por el fin de las hostilidades tras la costosa victoria en Mukden, pues temía que la continuación del conflicto agotase los recursos del país.
En 1906, elaboró un plan de defensa que sería tomado muy en cuenta por la Oficina Administrativa General de la Armada Imperial Japonesa y fue adoptado como una política básica hasta la Primera Guerra Mundial. 
Era uno de los protegidos de Yamagata Aritomo y Terauchi Masatake, miembros de la camarilla de Chōshū. Fue promovido a mayor general en 1910, y al año siguiente se le hizo director de la Oficina de Asuntos Militares del Ministerio de Guerra. Recomendó un incremento de la fuerza del ejército en dos divisiones de infantería adicionales. Participó en la fundación de la Asociación Imperial de Militares en la Reserva y en la de la Asociación de la Juventud nacional.
Fue ascendido a general en 1920 y fungió como ministro de Guerra durante el gabinete de Hara Takashi (1918-1921) y el segundo Gobierno de Yamamoto Gonbee (1923-1924). En calidad de tal, debió anunciar la retirada de Japón en la Intervención Siberiana.
Luego de retirarse del ejército, fue invitado a aceptar el puesto de presidente del partido Rikken Seiyukai en 1925 y se convirtió en miembro de la Cámara de Pares. Posteriormente fue elevado a la nobleza con el título de danshaku (barón) del sistema de pares kazoku.

## Como primer ministro

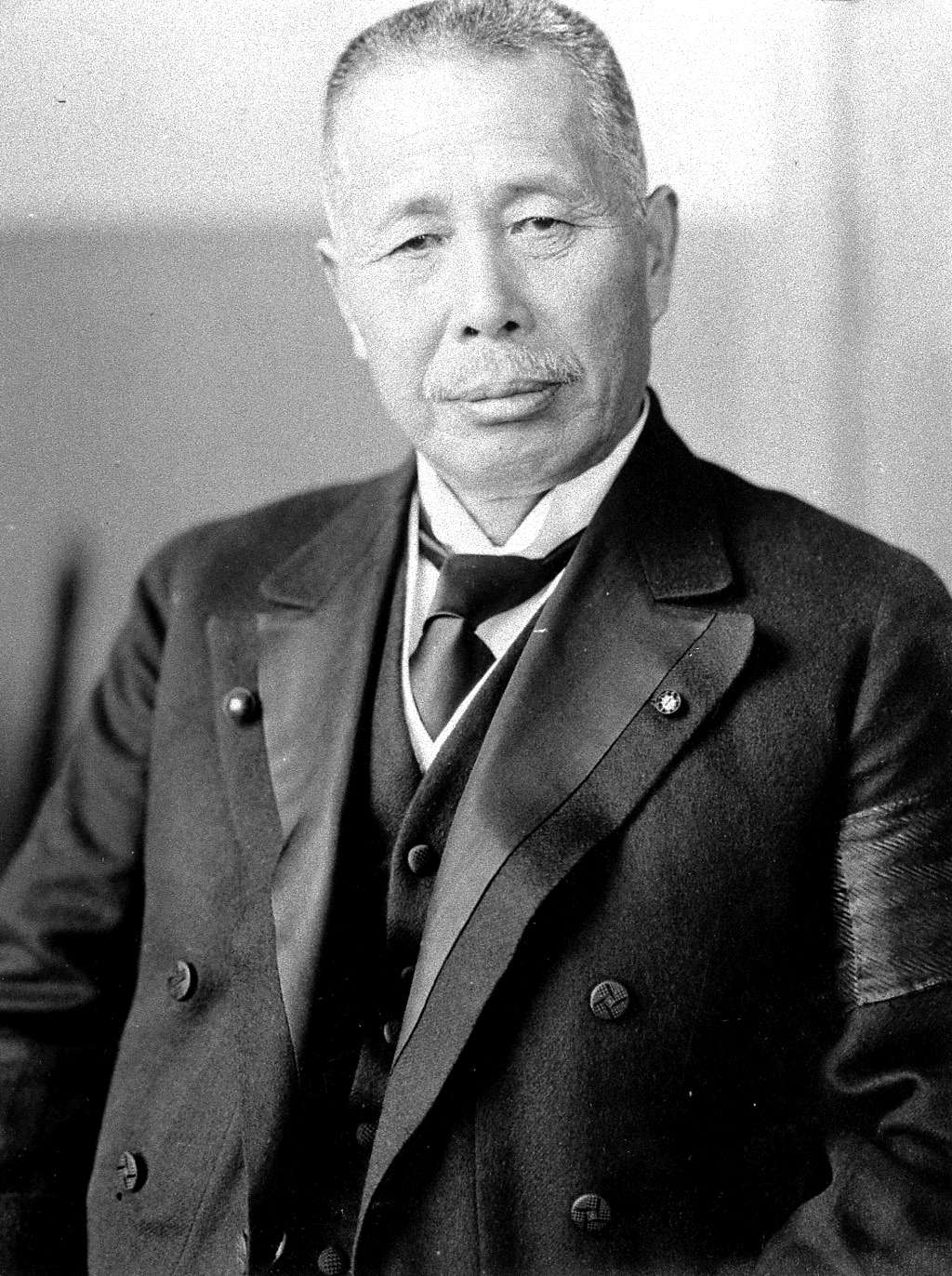
Giichi Tanaka vestido de civil, durante su período como primer ministro (1927-1929).

Fue nombrado primer ministro de Japón el 20 de abril de 1927 durante la crisis económica Shōwa, desempeñando de manera simultánea el cargo de ministro de Asuntos Exteriores. Era partidario de una política expansionista agresiva. Pese a la grave situación financiera del país cuando tomó posesión de la Presidencia del Gobierno, sus primeras medidas fueron para demostrar firmeza en China, una actitud más agresiva que la del gabinete saliente, acusado por los ultranacionalistas y por los extremistas del Seiyukai de débil y antipatriótica. Según el almirante Yamamoto Gonbee, que le había precedido en el cargo tres años antes China era el único asunto político del que hablaba Tanaka.
A nivel interno, suprimió a los movimientos de izquierda, comunistas y simpatizantes de estas corrientes a través de arrestos masivos (el Incidente del 15 de marzo de 1928 y el Incidente del 19 de abril de 1929).
A nivel externo, continuó con sus políticas intervencionistas iniciadas cuando era oficial militar en China, Manchuria y Mongolia. En tres ocasiones diferentes en 1927 y 1928 envió tropas para intervenir militarmente China para bloquear la Expedición del Norte de Chiang Kai-shek que unificaría China bajo el régimen del Kuomintang. Una de las intervenciones culminó con combates entre soldados chinos y japoneses en el denominado Incidente de Jinan. Acabó pactando admitir la unificación de China y reconocer la autoridad del Gobierno de Nankín a cambio de que Chiang se alejase de los comunistas y respetase los derechos e intereses nipones en China. Sus acciones son consideradas como definitivas en el inicio de la intervención militar japonesa en China. Fue, empero, incapaz de formular una línea política clara respecto de China y durante su mandato diversos grupos abogaron por aplicar estrategias incompatibles, desde la negociación a la ocupación militar de Manchuria. A sus negociaciones con diversos políticos chinos se contrapuso el nombramiento de un radical belicista con esrechos lazos con el Ejército como viceministro de Asuntos Exteriores, Mori Kaku.
En cuanto a Manchuria, negoció indirectamente con el caudillo militar de la región, Zhang Zuolin, para aumentar las inversiones japonesas en la región, creyendo que con ello calmaría a los extremistas. Deseaba además que este se retirase a Manchuria, para evitar que si era derrotado por el Kuomintang este se adueñase no solo de Pekín, sino también de Manchuria. El asesinato de Zhang a manos de algunos oficiales del Ejército de Kwantung que pretendían que el magnicidio cambiase la situación en la región en favor de Japón desencadenó una crisis, pero no la esperada ocupación de Manchuria. Tanaka se había opuesto a los planes para ocupar la región porque creía que tal acción precipitaría una guerra con los Estados Unidos, que deseaba evitar. A Tanaka le sorprendió el asesinato y argumentó que los oficiales responsables debían ser juzgados públicamente en un consejo de guerra por homicidio. El entramado militar, al cual Tanaka ya no pertenecía, insistió en mantener el asunto en secreto, actitud que compartió su propio partido. Con escasos apoyos alguno y con abundantes críticas de la Dieta e inclusive del emperador Hirohito, disgustado por la falta de castigo severo a los conspiradores, Tanaka y su gabinete dimitieron en bloque.
Le sucedió en el cargo Hamaguchi Osachi, del opositor Minseitō y falleció unos meses después, de paro cardico.

## El Memorando Tanaka
En 1929 China acusó a Tanaka de ser el autor de un "plan de conquista imperialista" llamado Memorando Tanaka, que justificaba la conquista de Manchuria, Mongolia y eventualmente toda China. Se cree que presentó el plan al Emperador en 1927. Actualmente, la mayoría de los historiadores japoneses consideran que el documento es una falsificación. Los chinos argumentan que a mediados de la década de 1950 se publicó un memorando por uno de los principales involucrados en la revelación del plan, un empresario taiwanés nacido en Japón llamado Tsai Chih-Kan, diciendo que él personalmente copió el memorando original de la Librería Imperial en la noche del 20 de junio de 1928 durante una acción encubierta que fue apoyado por varios políticos de preguerra y oficiales que estaban opuestos a Tanaka. Con este testimonio, muchos libros históricos de China consideran el documento como auténtico.